# Jussi Valtonen
Jussi Valtonen (1974 –) finn író, pszichológus. Nem tudják, mit cselekszenek című regénye 2014-ben elnyerte a legrangosabb finn irodalmi elismerést, a Finlandia-díjat.

## Pályafutása
1993-ban angol szakon kezdte meg tanulmányait a Helsinki Egyetemen, majd 1996-ban fő szakként pszichológiára váltott, melyből 2000-ben mesterfokozatot szerzett. A váltás ellenére az angol nyelv, illetve a filozófia iránti érdeklődése megmaradt. Valtonen neuropszichológia szakon tanult az egyesült államokbeli Johns Hopkins Egyetemen, ahol doktori disszertációját is írta. Emellett forgatókönyv-írást is tanult a Salford Egyetem és a Tamperei Egyetem közös programja keretében. Valtonen a Helsinki Egyetem pszichológiai intézetében kiadóként és asszisztensként dolgozott.
2000-ben Ben Furmannal együtt kiadta a Valamiben van öröm: felvilágosítás és remény a depresszióban szenvedőknek és hozzátartozóiknak c. művet. 2002-ben megnyerte a J. H. Erkon irodalmi pályázatot. Első regénye, a Tasapainoilua (kb. Egyensúlytartásnak lehet fordítani) Finnországban a Like könyvkiadó gondozásában jelent meg 2003-ban. Ezt követően 2006-ban kiadott egy Vesiseinä (Vízfal) c. novelláskötetet, majd 2007-ben második regényét Siipien kantamat (Szárnyhordozók) címmel. Utóbbi a Tammi könyvkiadó és a Bonnier médiakonszern által meghirdetett regénypályázaton második helyezést ért el. 2008-ban megnyerte a Karéliai Egyetem (akkor még Észak-Karjalai Egyetem) és a finn közszolgálatai Yleisradio által szervezett hangjáték-írói pályázatot.
Valtonen tagja volt a Nobelistiklubi nevű helsinki írói körnek. A Kuha nevű együttesben gitározik.
Édesapja Olli Valtonen evangélikus lelkész, ő magának két gyermeke van.

## Magyarul
- Nem tudják, mit cselekszenek; ford. Patat Bence; Cser, Bp., 2017

## Fordítás
- Ez a szócikk részben vagy egészben  a   Jussi Valtonen című finn Wikipédia-szócikk ezen változatának fordításán alapul.  Az eredeti cikk szerkesztőit annak laptörténete sorolja fel. Ez a jelzés csupán a megfogalmazás eredetét és a szerzői jogokat jelzi, nem szolgál a cikkben szereplő információk forrásmegjelöléseként.